# Кіназа Aurora B
Кіназа Aurora B (англ. Aurora kinase B) – білок, який кодується геном AURKB, розташованим у людини на короткому плечі 17-ї хромосоми. Довжина поліпептидного ланцюга білка становить 344 амінокислот, а молекулярна маса — 39 311. Це фермент, який бере участь у контролі правильного приєднання центромер до веретена поділу під час мітозу.
| 10         |  | 20         |  | 30         |  | 40         |  | 50         |
| ---------- |  | ---------- |  | ---------- |  | ---------- |  | ---------- |
| MAQKENSYPW |  | PYGRQTAPSG |  | LSTLPQRVLR |  | KEPVTPSALV |  | LMSRSNVQPT |
| AAPGQKVMEN |  | SSGTPDILTR |  | HFTIDDFEIG |  | RPLGKGKFGN |  | VYLAREKKSH |
| FIVALKVLFK |  | SQIEKEGVEH |  | QLRREIEIQA |  | HLHHPNILRL |  | YNYFYDRRRI |
| YLILEYAPRG |  | ELYKELQKSC |  | TFDEQRTATI |  | MEELADALMY |  | CHGKKVIHRD |
| IKPENLLLGL |  | KGELKIADFG |  | WSVHAPSLRR |  | KTMCGTLDYL |  | PPEMIEGRMH |
| NEKVDLWCIG |  | VLCYELLVGN |  | PPFESASHNE |  | TYRRIVKVDL |  | KFPASVPMGA |
| QDLISKLLRH |  | NPSERLPLAQ |  | VSAHPWVRAN |  | SRRVLPPSAL |  | QSVA       |

A: Аланін

C: Цистеїн

D: Аспарагінова кислота

E: Глутамінова кислота

F: Фенілаланін

G: Гліцин

H: Гістидин

I: Ізолейцин

K: Лізин

L: Лейцин

M: Метіонін

N: Аспарагін

P: Пролін

Q: Глутамін

R: Аргінін

S: Серин

T: Треонін

V: Валін

W: Триптофан

Цей білок за функціями належить до серин/треонінових протеїнкіназ.
Задіяний у таких біологічних процесах, як клітинний цикл, поділ клітини. 
Білок має сайт для зв'язування з АТФ, іоном магнію. 
Локалізований у цитоплазмі, цитоскелеті, ядрі, хромосомах, центромерах.

## Функція
Сегрегація хромосом під час мітозу знаходиться під контролем кіназ і фосфатаз. Кінази Aurora асоційовані з мікротрубочками під час збірки веретена поділу і його приєднання до хромосом. Кіназа Aurora B локалізована на мікротрубочках поблизу кінетохорів і контролює виникнення механічного напруження, яке виникає тільки у випадку правильного приєднання сестринських хроматид до протилежних полюсів веретена поділу.
В ракових клітинах спостерігається підвищена експресія кіназ цієї групи, внаслідок чого порушується контроль правильної сегрегації хромосом. Внаслідок цього у ракових клітинах спостерігається прогресуюча анеуплодія.

## Відкриття
Кіназа Aurora B була ідентифікована в 1998 році під час ПЛР-скринінгу кіназ які надлишково експресується в ракових клітинах. В тому самому році кіназа Aurora B була ідентифікована в скринінг-тесті на кінази які змінюють проліферацію дріжджів S. cerevisiae коли надлишково експресовані.

## Експресія та локалізація в клітині

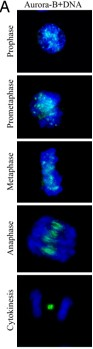
Кіназа Aurora B (позначена зеленим кольором) локалізована в різних місцях в клітині залежно від фази клітинного циклу. (Хромосомна ДНК забарвлена синім барвником)

Рівень експресії, активність та субклітинна локалізація кінази Aurora B змінюється залежно від фази клітинного циклу. Експресія Aurora B сягає максимуму при переході від фази G2 до M, тоді як максимум активності спостерігається під час мітозу.
Кіназа Aurora B це сервісний протеїн який контролює правильне проходження хроматину через клітинний цикл. Зокрема, Aurora B локалізована на хромосомах під час профази, на центромерах під час прометафази та метафази, та в центрі веретена поділу в анафазі. Локалізація була визначена за допомогою іммунофлуоресцентного забарвлення та флуоресцентної мікроскопії в людських клітинах, в C. elegans, та в Drosophila melanogaster. Більш детальне дослідження локалізації Aurora B в реальному часі було проведене в людських клітинах за допомогою штучного мічення Aurora B флуоресцентним білком. Це дослідження показало що асоціація Aurora B з центромерами є динамічною, тобто одночасно з центромер-асоційованою Aurora B існує певна кількість Aurora B у цитоплазмі. Дослідження з використанням флуоресцентно-міченою кіназою також показало що вона асоційована з мікротрубочками веретена поділу під час анафази мітозу, внаслідок чого її мобільність суттєво знижується. Окрім цього, частина Aurora B локалізована неподалік від клітинної мембрани завдяки асоціації з астральними мікротрубочками.

## Регуляція Aurora B
Aurora B в клітині взаємодіє з трьома іншими білками: з сурвівіном, бореаліном та INCENP. Кожен з цих компонентів є важливим для правильної локалізації та функції всього комплексу. INCENP стимулює активність Aurora B, як, можливо, і сурвівін.
Локалізація Aurora B на центромерах під час прометафази і метафази залежить від фосфорилювання кінетохор-специфічного варіанту гістону H3 (CENP-A). CENP-A маркує центромерну ділянку хромосоми і є необхідним для правильного монтування кінетохрного комплексу білків на центромері. Фосфориляція CENP-A по серину 7 кіназою Aurora A є сигналом до залучення Aurora B до центромери. В той же час Aurora B сама по собі може фосфорилювати той же самий серин на CENP-A якщо вона вже є асоційованою з центромерою.
На додачу до цього топоізомераза II також бере участь у регуляції локалізації та активності Aurora B. Ця регуляція може мати відношення до ролі топоізомерази II в розлученні сестринських хроматид безпосередньо перед початком анафази. В клітинах з вимкненим геном топоізомерази II, Aurora B та INCENP так і не переміщаються до центру веретена поділу під час мітозу. Замість того, вони залишаються асоційованими з центромерами нероз*єднаних сестринських хроматид. Також, клітини без топоізомерази II мають набагато нижчу активність Aurora B. Інгібування Aurora B через відсутність топоізомерази II можливо залежить від активності BubR1 (див. нижче).
Було показано, що Aurora B зв'язується з білком EB1, що регулює динаміку мікротрубочок. Непряма іммунофлуоресценція показала що Aurora B та EB1 я колокалізованими під час анафази рівно посередині веретена поділу під час цитокінезу. Надлишкова експресія EB1 підсилює активність Aurora B, можливо через те що EB1 блокує дезактивацію Aurora B протеїн фосфатазою 2A.

## Роль в біорієнтації хромосом
Досліди в модельних організмах показали що Aurora B контролює правильну біорієнтацію хромосом, тобто те що сестринські хроматиди приєднані до різних полюсів веретена поділу.
Інгібування Aurora B за допомогою РНК інтерференції  або мікроінжекції блокуючих антитіл негативно впливає на процес вирівнювання хромосом на екваторі клітини під час метафази. Інгібування Aurora B ймовірно призводить до збільшення кількості помилок під час приєднання мікротрубочок до кінетохору; наприклад таких коли обидві сестринські хроматиди приєднуються до одного й того самого полюсу.
Численні мішені кінази Aurora В були знайдені в різних модельних організмах. Однією з них є CENP-A. Фосфориляція CENP-A кіназою Aurora B сягає максимуму в прометафазі. Фактично, Aurora A фосфорилює той самий сайт на CENP-A що й Aurora B, при чому фосфориляція CENP-A Aurora A передує фосфориляції Aurora B. 
Aurora B також взаємодіє з кінезином, асоційованим з мітотичною центромерою (MCAK). Aurora B та MCAK обоє локалізовані на внутрішній центромері під час прометафази. Було показано що Aurora B залучає MCAK на центромеру та фосфорилює MCAK по багатьох положеннях. Фосфориляція MCAK кіназою Aurora B обмежує здатність MCAK деполімеризувати мікротрубочки. Важливо, що інгібування MCAK призводить до неправильного приєднання кінетохору до мікротрубочок веретена поділу.

## Роль в конденсації та когезії хромосом
Aurora B відповідає за фосфориляцію гістона H3 по серину 10 під час мітозу. Ця модифікація є консервативною від дріжджів (де кіназа відома як Ipl1) до людини. Слід зазначити що фосфорилювання H3 кіназою Aurora B не має відношення до конденсації хроматину. Хоча вона присутня у високій концентрації на центромерах, вона також диффузно розподілена по всьому хроматину.
В клітинах Drosophila «вимикання» кінази Aurora B порушую структуру та компакцію хромосом. В цих клітинах, конденсин втрачає здатність зв'язувати хромосомну ДНК. Аналогічно, в C. elegans, активність конденсину залежить від Aurora B під час метафази. Хоча, в екстракті ооцитів Xenopus, конденсація хроматину за участі конденсину відбуваєтьяс нормально навіть за відсутності Aurora B. Аналогічно, після обробки клітин інгібіторами Aurora B (які виключають кіназну функцію, але не змінюють фізичну локалізацію Aurora B), конденденсин працює нормально.
Aurora B локалізується на спарених плечах гомологічних хромосом в метафазі І під час мейозу в C. elegans та змінює динаміку мікротрубочок в мітозі. Вимкнення когезії між хроматидами, яке контролюється Aurora B, необхідне для переходу від метафази до анафази І та сегрегації гомологічних хромосом. В мітотичних B-лімфоцитах, правильна центромерна локалізація партнерів Aurora B залежить від когезіну.

## Роль в цитокінезі
Комплекс Aurora B необхідний для цитокінезу у хордових, C. elegans, D. melanogaster, та  дріжджах.
В різних модельних системах, надлишкова експресія каталітично неактивної Aurora B блокує цитокінез. Порушення в цитокінезі можуть також виникнути від неправильної локалізації Aurora B через мутації в білках-партнерах.
Мішенню Aurora B є також білки, які локалізовані в борозні розщеплення (the cleavage furrow), включаючи проміжні філаменти типу III, десмін, та GFAP. Як правило, фосфориляція дестабілізує проміжні філаменти. тому, було запропоновано що фосфорилювання проміжних філаментів в борозні розщеплення є етапом в підготовці до цитокінезу. Дійсно, мутації в сайтах-мішенях Aurora B в проміжних філаментах призвели до дефектів останніх стадій цитокінезу.

## Роль в контролі правильності веретена поділу
Перехід від метафази до анафази, яка є точкою неповернення в мітозі, можливий лише за проходження через контрольну точку яку фіксує правильну організацію веретена поділу (the spindle assembly checkpoint). Правильною є така організація, при якій кожна з хроматид з кожної пари сестринських хроматид приєднана до різних полюсів веретена поділу. При неправильній збірці веретена поділу, тобто при неможливості правильно приєднати хромосоми до полюсів поділу, процес мітозу має бути аварійно зупинений («заарештований»). Клітини без Aurora B нездатні переривати мітоз навіть за наявності грубих помилок у приєднанні хромосом. Це призводить до постійно прогресуючого несиметричного розподілу хромосом при діленні таких клітин.
Aurora B може бути залучена до локалізації білків Mad2 та BubR1, які розпізнають коректність приєднання хромосом до мікротрубочок. Втрата Aurora B зменшує концентрацію Mad2 та BubR1 на кінетохорі. Aurora B також може бути відповідальною за підтримку локалізації Mad2 та BubR1 на кінетохорі після їх початкового залучення. Aurora B може бути прямо або непрямо залучення до гіперфосфориляції BubR1.

## Білки-партнери
Aurora B взаємодіє з наступними наступними білками-партнерами:
- BARD1,[35]
- BIRC5,[36][37]
- CDCA8[38][39]
- TACC1[40]

## Роль в розвитку раку
Аномально висока концентрація кінази Aurora B викликає помилки в розподіленні хромосом під час мітозу, що призводить до утворення клітин з аномальною кількістю хромосом (анеуплоїдія). Хромосомна нестабільність є одночасно і прчиною, і рушійною силою розвитку злоякісних новоутворень.